# Grabuac
Grabuac és un mas al terme municipal de Font-rubí (Alt Penedès) inclòs a l'Inventari del Patrimoni Arquitectònic de Catalunya. La masia Grabuac té els seus orígens en l'època medieval, en relació amb el naixement del poble de Grabuac, actualment conegut amb el nom de caseria de Can Colomer. La masia Grabuac està situada al nucli de Can Colomer, a prop del poble de Vilobí. Presenta una estructura basilical i consta de planta baixa, pis i golfes, amb cobertes a dues vessants. La façana presenta una estructura simètrica, amb portal d'accés adovellat d'arc de mig punt i balconada amb balustres al primer pis. Fruit de les reformes experimentades, hi apareixen elements decoratius de caràcter modernista, amb utilització de ceràmica vidrada i de vidrieres de colors. La construcció té adossada una torre de planta circular, de maó vista, amb decoracions de ceràmica vidrada. El conjunt es completa amb un baluard.